# Batrachotetrix loricatus
Batrachotetrix loricatus är en insektsart som beskrevs av Henri Saussure 1884. Batrachotetrix loricatus ingår i släktet Batrachotetrix och familjen Pamphagidae. Inga underarter finns listade i Catalogue of Life.